# Pauline Musters
Pauline Musters (26 de fevereiro de 1876 — 1 de março de 1895) foi uma mulher neerlandesa certificada pelo Guinness World Records como a mulher mais baixa do mundo de todos os tempos.
Nasceu em Ossendrecht, na província de Brabante do Norte, Países Baixos, medindo apenas 30 cm de altura. Aos nove anos de idade, sua altura era de 55 cm e pesava 1,5 kg. Morreu em Nova Iorque, aos 19 anos, por conta de uma combinação de pneumonia e meningite. Um exame post mortem confirmou que Musters media exatamente 61 cm de altura, embora o corpo tenha sofrido um pequeno alongamento após a morte.